# Felip Ortiz Martínez
Felip Ortiz Martínez (Lleida, 27 d'abril de 1977) és un exporter de futbol que actualment desenvolupa la tasca d'entrenador de porters al Gimnàstic de Tarragona.
Format a les categories inferiors del FC Barcelona, Felip juga amb el Barça B entre 1996 i 1999, per posteriorment fitxar pel CF Extremadura. Després de dues temporades a l'equip d'Almendralejo, Felip signa pel Gimnàstic de Tarragona, on juga entre 2002 i 2005. L'any 2005 fitxa per la UD Salamanca, des d'on marxaria a l'Oriola CF. L'any 2008 retorna novament al Nàstic, on estarà fins al 2010.